# 온라인 탈억제 효과
온라인 탈억제 효과(Online disinhibition effect)는 대면 커뮤니케이션에 비해 온라인 커뮤니케이션을 할 때 느끼는 구속력이 부족한 것을 말한다. 사람들은 실제 생활에서는 말하지 않을 말을 온라인에서 말하는 것이 더 안전하다고 느끼는 경향이 있다. 왜냐하면 사람들은 특정 웹사이트에 있을 때 완전히 익명으로 남을 수 있고 결과적으로 잠재적인 결과로부터 자유로울 수 있기 때문이다. 익명성 외에도 비동기 의사소통, 공감 결핍, 개인의 성격 및 문화적 요인과 같은 다른 요인도 온라인 탈억제에 기여한다. 그러한 효과의 발현은 긍정적인 방향과 부정적인 방향 모두에서 나타날 수 있다. 따라서 온라인 탈억제는 양성 탈억제와 독성 탈억제로 분류될 수 있다.

## 분류
양성 온라인 탈억제(Benign Online Disinhibition)는 사람들이 사이버 공간에서 제한을 두지 않음으로써 어느 정도 이익을 얻는 상황을 말한다. 온건한 온라인 탈억제의 한 가지 예는 자기 공개로 볼 수 있다. 인터넷 익명성의 도움으로 사람들은 실제 생활에서 하기 싫은 방식으로 개인적인 감정을 공유하거나 자신을 공개할 수 있다. 예를 들어, 젊은 사람들은 온라인 채팅에서 알려지지 않은 비밀이나 개인적으로 당황스러운 세부 사항을 공개할 때 안도감을 느낀다. 이러한 자기 공개를 통해 사람들은 실제 대면 의사소통에 비해 친밀한 대인관계를 더 빠르고 강하게 구축할 수 있다. 온라인 탈억제 효과는 또한 내성적이거나 수줍음이 많거나 사회적 공포증이 있는 사람, 말더듬이 있거나 청각 장애가 있는 개인과 같이 현실 세계에서 의사소통을 꺼리는 사람들에게 자신을 표현할 수 있는 기회를 제공한다.
온라인 탈억제의 또 다른 유형은 독성 탈억제라고 하는데, 이는 온라인에서 비난과 부적절한 행동을 하는 경향이 증가함을 나타낸다. 여기에는 적대적인 언어, 욕설, 심지어 위협까지 포함되는 경우가 많다. 이 규범은 사이버 공간에서 억제력 상실의 부정적인 부작용을 설명한다. 유해한 탈억압으로 인한 반사회적 행동은 블로그, 증오 사이트, 댓글 섹션 등 다양한 온라인 플랫폼에서 발생할 뿐만 아니라 사이버 괴롭힘, 사회적 빈둥거림 등 다양한 형태로 존재한다.
그러나 양성 온라인 탈억제와 독성 온라인 탈억제 간의 구분이 항상 명확한 것은 아니다. 예를 들어, 온라인 채팅에서 나오는 적대적인 말은 상대방의 자아상을 손상시킬 수 있지만, 반면에 그 말이 진심이라면 받는 사람이 자신에 대해 더 잘 이해하는 데 도움이 될 수 있다. 온라인 커뮤니티의 다양한 하위문화를 고려할 때 사람들은 특정 사회적 행동에 대해 다양한 관용을 가질 수 있다. 또 다른 예는 온라인 혐오의 방관자 역할을 하는 것이다. 독일의 한 연구에서는 온라인 증오를 보는 것과 십대에 대한 온라인 증오 생성 사이의 연관성을 조사했다. 본 연구에서는 10대들 사이에서 온라인 혐오와 온라인 혐오 조성 사이에 긍정적인 상관관계가 있음을 발견했다.

## 같이 보기
- 반사회성 인격장애
- 차별
- 악성 댓글
- 트롤 (인터넷)
- 기게스의 반지